# Konstytucja Hiszpanii z 1812

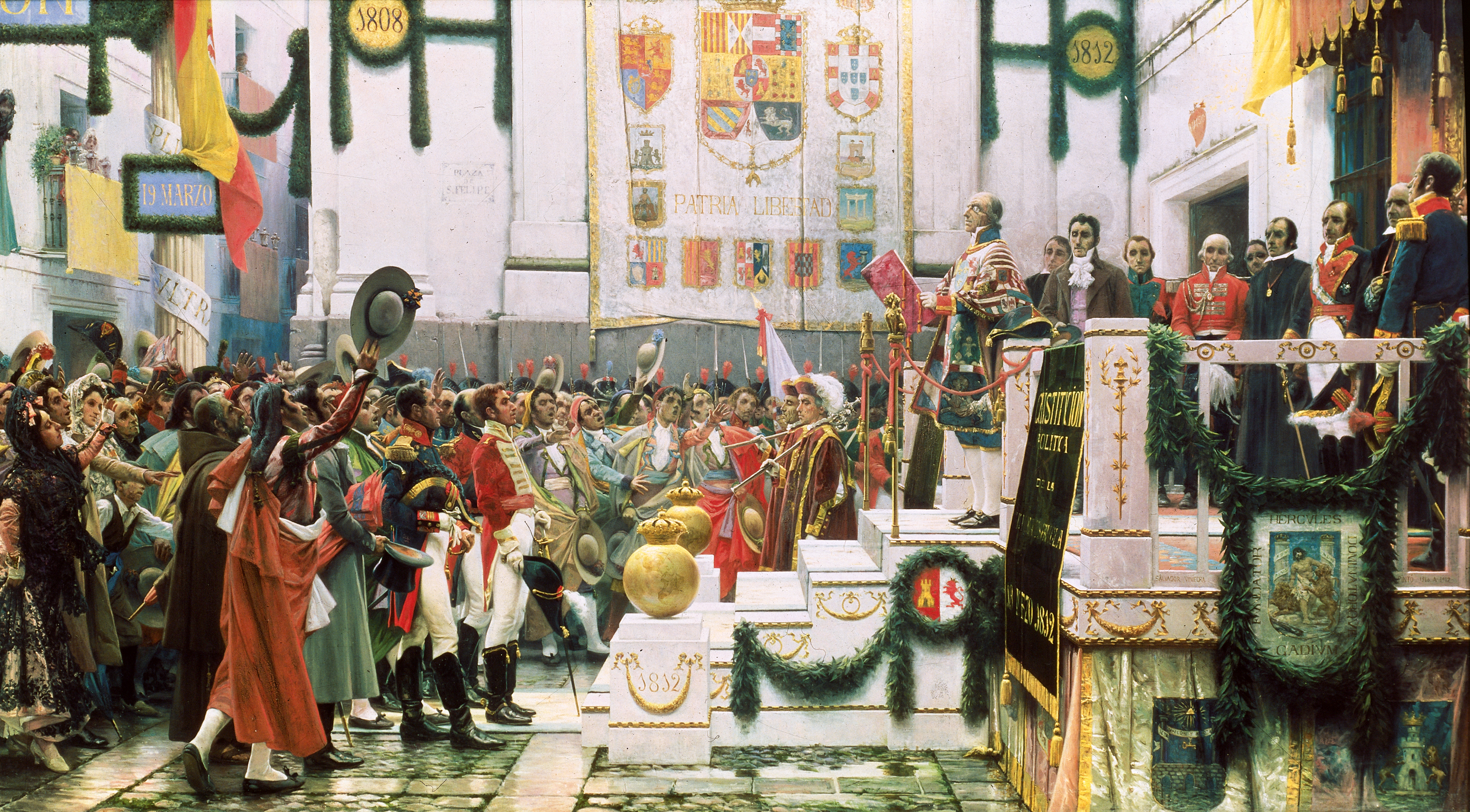
Ustanowienie konstytucji przez Kortezy z Kadyksu, Salvador Viniegra, obraz namalowany w 1912 z okazji 100-lecia konstytucji

Konstytucja Hiszpanii z 1812 (hiszp. Constitución Política de la Monarquía Española) – pierwsza konstytucja uchwalona w Hiszpanii, nazywana także „konstytucją z Kadyksu” oraz potocznie „la Pepa”. Uchwalona 19 marca 1812 przez Kortezy w Kadyksie miała progresywny i reformatorski charakter, zrywający z ancien régime. Obowiązywała do 4 maja 1814, kiedy została zniesiona przez króla Ferdynanda VII. Dwukrotnie przywracana na krótki okres i znoszona, praktycznie nie została wdrożona.

## Postanowienia
Konstytucja została uchwalona przez nadzwyczajne Kortezy (Cortes Generales) w czasie wojny na Półwyspie Iberyjskim (1808–1814), w obleganym przez Francuzów Kadyksie. Składała się z 10 rozdziałów i 348 artykułów. Przekształcała dotychczasową monarchię absolutną w monarchię parlamentarną z trójpodziałem władzy: ustawodawczej – należącej do Kortezów, wykonawczej – w rękach króla i jego ministrów, i sądowniczej. Władza króla została znacznie ograniczona na rzecz parlamentu. Instytucja Inkwizycji została zniesiona. Konstytucja gwarantowała także wolność osobistą obywateli, równość wobec prawa, powszechne prawo wyborcze dla mężczyzn, prawo do własności i swobodę druku. Dodatkowo uzupełniały ją liczne dekrety uchwalone przez Kortezy, np. likwidacja jurysdykcji senioralnej czy systemu cechowego.

## Zniesienie
Konstytucja z 1812 nigdy nie weszła w pełni w życie: znaczna część Hiszpanii była okupowana przez Francuzów, podczas gdy reszta kraju znajdowała się w rękach tymczasowych junt skupionych nie na reformach, lecz na oporze wobec Bonapartów. Jej postanowienia i reformy były zbyt radykalne dla hiszpańskiego społeczeństwa z początku XIX wieku. Dokument spotkał się też z wyraźnym oporem kościoła i innych uprzywilejowanych klas. Ferdynand VII wrócił do Hiszpanii 24 marca 1814 roku, ponownie objął tron i odmówił złożenia przysięgi na konstytucję. Dekretem z 11 maja zniósł jej postanowienia i przywrócił monarchię absolutną, jednocześnie rozpoczęły się aresztowania i prześladowania liberałów.
Pomimo że postanowienia konstytucji z 1812 nie zostały wprowadzone, stała się punktem odniesienia dla liberałów i zwolenników reform. Została na krótko przywrócona 7 marca 1820, w okresie trzylecia liberalnego (1820–1823), kiedy Ferdynand VII został zmuszony zaprzysiąc konstytucję oraz powołać liberalny rząd. Jednak już w 1823 unieważnił wszystkie decyzje Kortezów podjęte w czasie liberalnego trzylecia. Przywrócono ją ponownie w sierpniu 1836 – radykalni liberałowie (tzw. progresistas) zmusili do tego regentkę Marię Krystynę. Obowiązywała do czasu uchwalenia nowej konstytucji z 18 czerwca 1837 roku.